# Schkölen
Schkölen település Németországban, azon belül Türingiában. Lakosainak száma 2592 fő (2023. december 31.). Schkölen Mertendorf, Rauschwitz, Bürgel, Poxdorf, Tautenburg, Frauenprießnitz, Thierschneck, Molauer Land, Mertendorf, Osterfeld, Heideland és Petersberg községekkel határos.

## Népesség
A település népességének változása:
| Lakosok száma | 2575 | 2590 | 2607 | 2586 | 2592 |
|               | 2017 | 2019 | 2021 | 2022 | 2023 |